# Црква Светих Петра и Павла у Црљенцу
Црква Светих Петра и Павла у Црљенцу, насељеном месту на територије општине Мало Црниће, припада Епархији браничевској Српске православне цркве. 
Црква посвећена Светим апостолима Петру и Павлу саграђена је 1904. године у српско-византиском стилу од тврдог материјала, са уписаним крстом у основи. Црква је освештана од стране Митрополита Србије Димитрија 1911. године. Мајстор који сазидао цркву је Пфаф са својим сином из Пожаревца.

## Архитектура цркве
На западном делу цркве, изнад улазних врати споља налази се мозаик фреска Светих апостола Петра и Павла који је урадио студент Александар Пантић родом из села Куле. Кров и кубе цркве су били покривени лимом, данас је кубе покривено бакарним лимом. На самом врху цркве је нов позлаћен крст као и на четири стране цркве на крову још по један крст. Над западним делом улаза  је мања припрата цркве, унутрашњост је подељена на припрату, лађу цркве, и олтар. 
Олтарски део цркве у унутрашњости дели дрвени иконостас који је радио мајстор из Пожаревца, иконе је уљаним бојама сликао живописац Влајко Вукосављевић, сликане у духу православне иконографије. Певнице су смештене у леву и десну страну цркве у апсиде и над западним делом изнад улазних врати галерију. Олтар је доста простран и широк и он је део лађе цркве. Сам иконостас је у три нивоа икона. Са десне стране од улазних врати у цркву, налази се звонара, која је подигнута на четири метална стуба, са два црквена звона. 3вонара је са четвороугаоним кровом покривена  је лимом.  
У цркви је спомен плоча са именима погинулих и умрлих у рату од 1914 - 1918. године из Црљенца.